# Frédérick Bousquet
Frédérick Bousquet (* 8. Juni 1981 in Perpignan) ist ein französischer Schwimmer.

## Werdegang
Am 25. März 2004, bei den NCAA-Championships in New York verbesserte er den drei Jahre alten 50-m-Freistilweltrekord von Mark Foster. Erst 2006 wurde dieser Rekord von Roland Schoeman gebrochen.
Am 19. Juni 2008 konnte er gemeinsam mit Amaury Leveaux, Fabien Gilot und Bernard den 4 × 100-m-Freistileuroparekord um 1,5 Sekunden auf 3:12,54 min drücken. Dabei verfehlten sie den Weltrekord der US-amerikanischen Staffel um nur 8 Hundertstel.
Bei den Olympischen Sommerspielen 2008 in Peking trat er über die 100 m Schmetterling an und war Mitglied der französischen 4 × 100-m-Freistilstaffel, mit der er die Silbermedaille errang.
Im Oktober 2010 wurde Bousquet vom französischen Schwimmverband wegen Dopings für zwei Monate suspendiert. Nach einem Wettkampf im Juni 2010 in Canet wurde in seinem Urin das Stimulans Heptaminol nachgewiesen.

## Privates
Bousquet war bis 2013 mit der Schwimmerin Laure Manaudou liiert und hat mit ihr seit 2010 eine gemeinsame Tochter.
2009 gab es Pläne für einen Film über den französischen Schwimmer Alfred Nakache, in dem Bousquet die Hauptrolle und Manaudaou die Frau von Nakache spielen sollten. Das Projekt kam bisher nicht zustande kam, weil die Familie von Nakache es ablehnt.

## Rekorde
| Europarekorde (4)                                             | Europarekorde (4) | Europarekorde (4) | Europarekorde (4) |
| ------------------------------------------------------------- | ----------------- | ----------------- | ----------------- |
| 50 m Freistil                                                 | 00:20,94 min      | 26. April 2009    | Montpellier       |
| 4 × 100 m Freistil (mit Leveaux, Bernard und Gilot)           | 03:08,32 min      | 11. August 2008   | Peking            |
| 4 × 50 m Freistil (Kurzbahn) (mit Bernard, Leveaux und Gilot) | 01:20,77 min      | 14. Dezember 2008 | Rijeka            |
| 4 × 100 m Freistil (Kurzbahn) (mit Mallet, Meynard und Gilot) | 03:04,98 min      | 20. Dezember 2008 | Istres            |
| (Stand: 14. Oktober 2014)                                     |                   |                   |                   |